# Bisdom Bielsko-Żywiec

kerkprovincie Krakau:
4. Aartsbisdom Krakau
5. Bisdom Bielsko-Żywiec
6. Bisdom Kielce
7. Bisdom Tarnów

Het bisdom Bielsko-Żywiec (Latijn: Dioecesis Bielscensis-Zyviecensis, Pools: Diecezja Bielsko-Żywiecka) is een in Polen gelegen rooms-katholiek bisdom met zetels in de stad Bielsko en Żywiec. Het bisdom behoort tot de kerkprovincie Krakau, en is suffragaan aan het aartsbisdom Krakau.

## Geschiedenis
- 25 maart 1992: Opgericht als bisdom Bielsko-Żywiec uit delen van het aartsbisdom Katowice en aartsbisdom Krakau

## Bisschoppen van Bielsko-Żywiec
- 1992-2013 Tadeusz Rakoczy
- 2013-heden Roman Pindel

### Hulpbisschoppen in Bielsko-Żywiec
- 1992-2010 Janusz Edmund Zimniak
- 2011-heden Piotr Greger

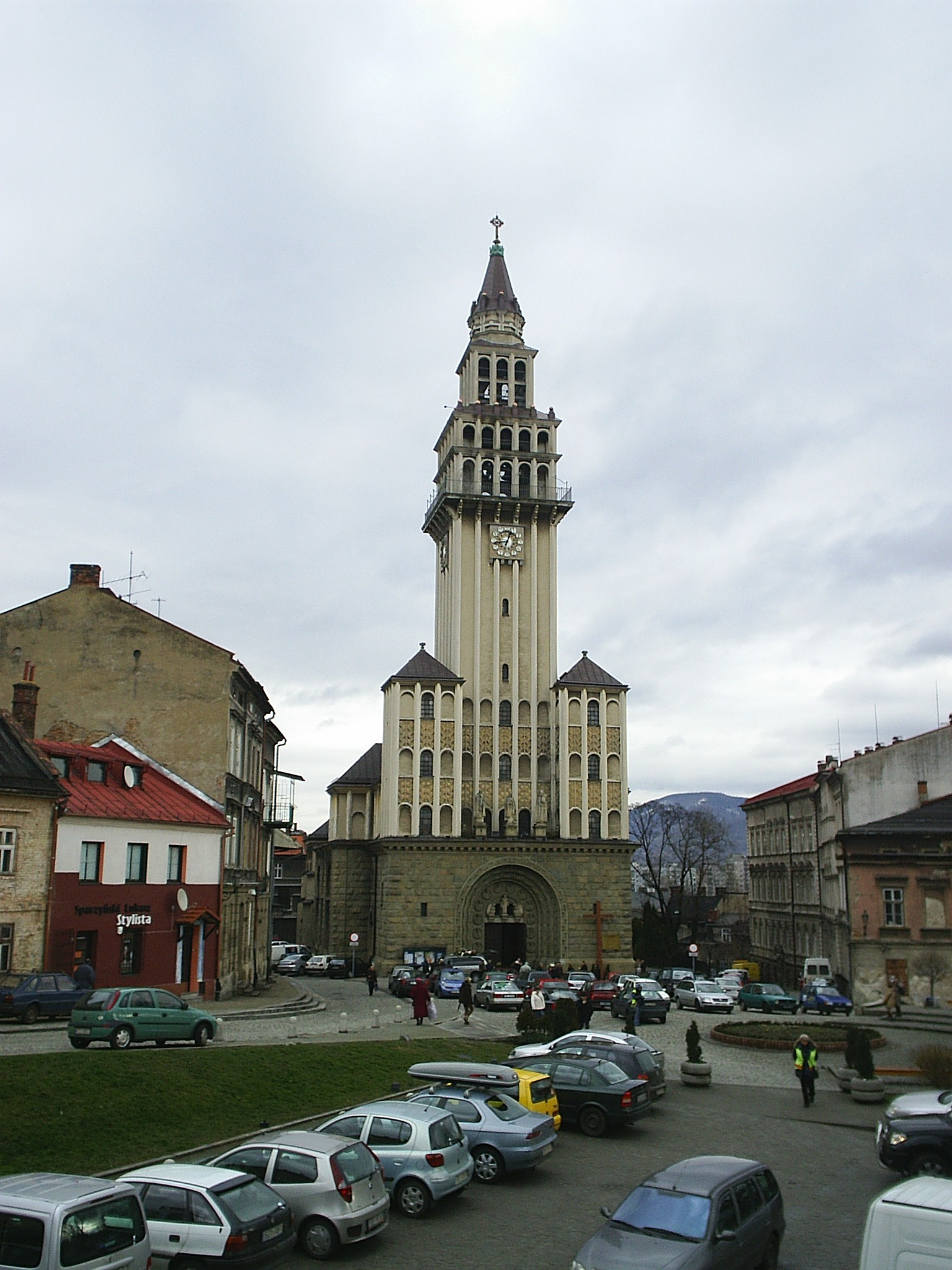
Kathedraal van Bielsko
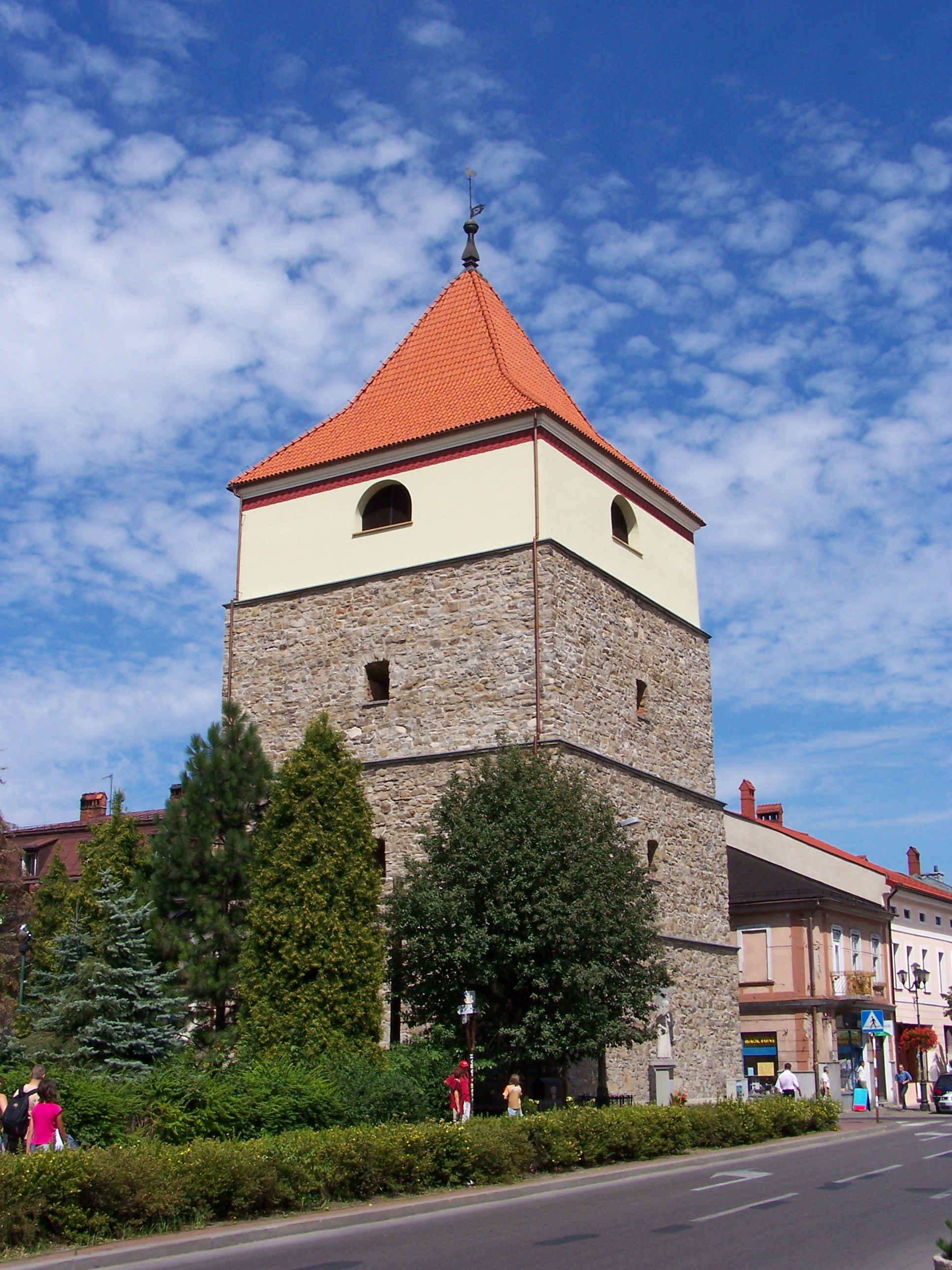
Kathedraal van Żywiec
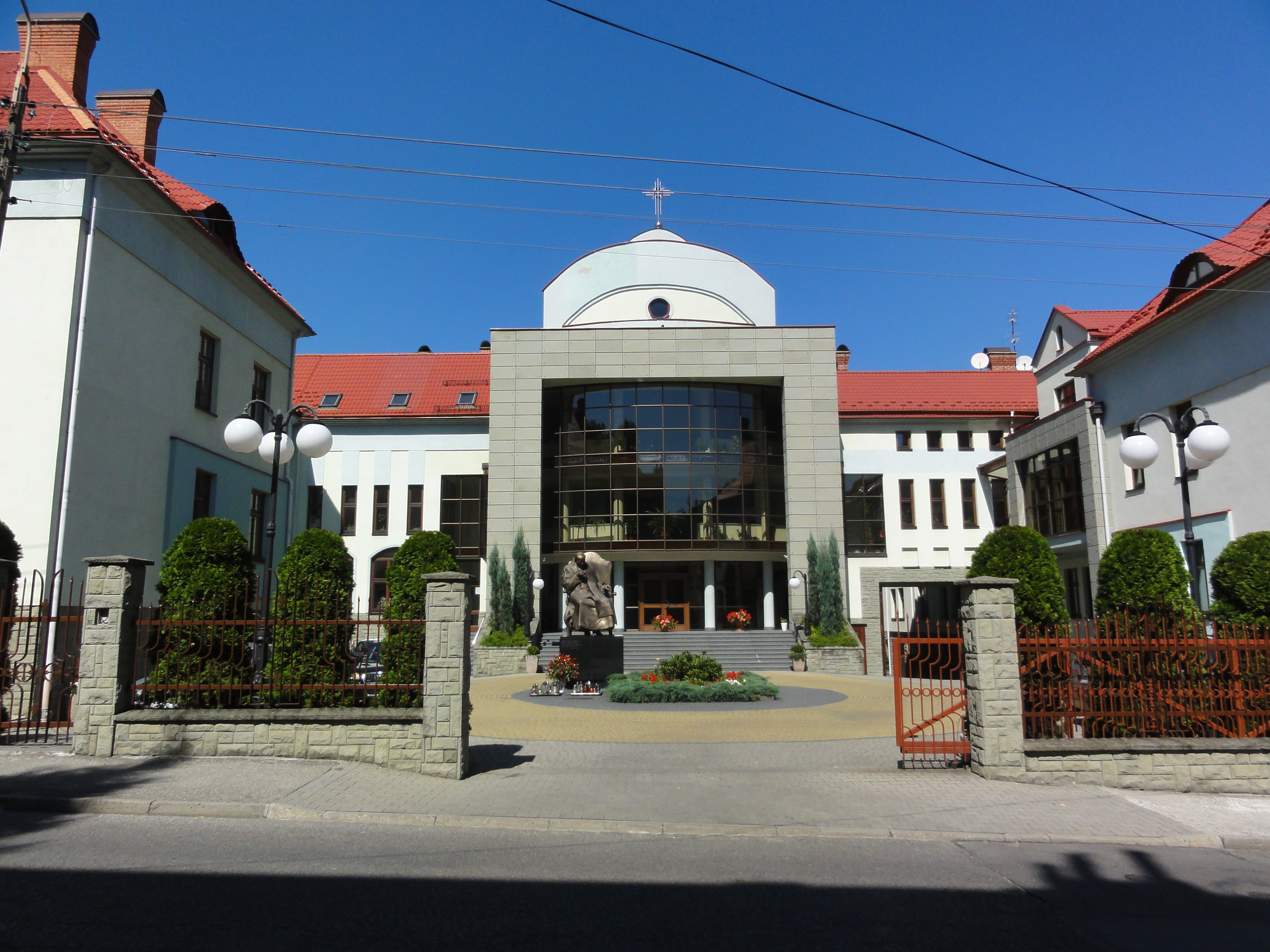
Bisschoppelijk paleis te Bielsko
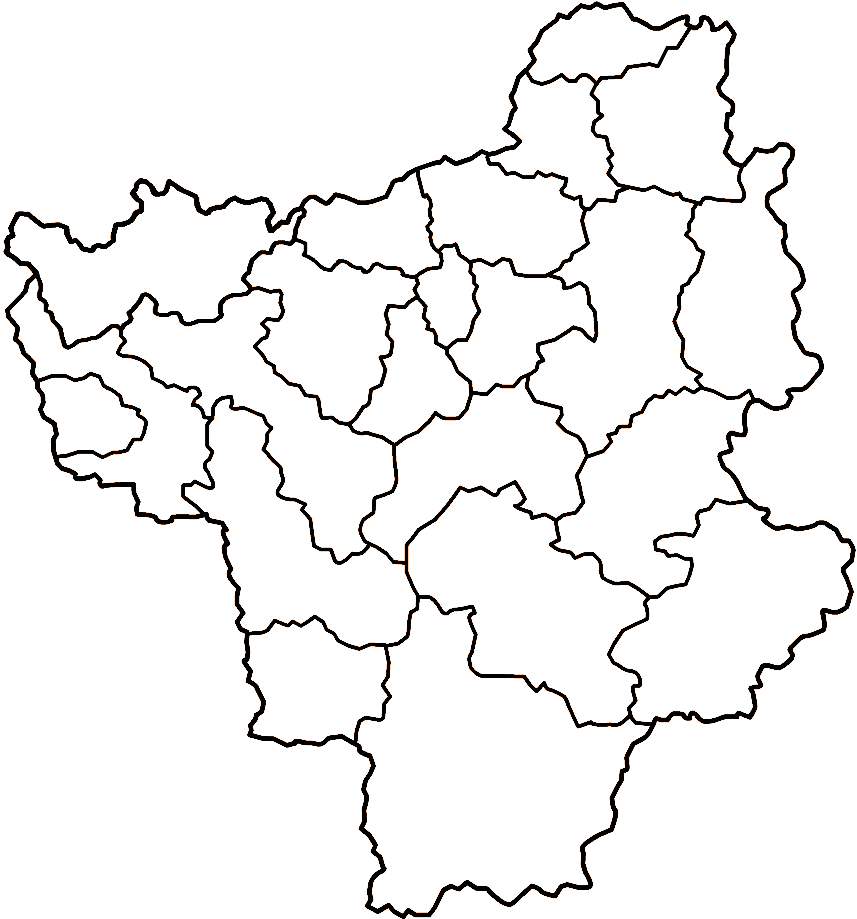
Dekenaten